# Tafraout (Médéa)
Tafraout (în arabă تفراوت) este o comună din provincia Médéa, Algeria.
Populația comunei este de 8.901 locuitori (2008).